# Novomykhailivka
Novomykhailivka  (ucraniano: Новомихайлівка) es una localidad del Raión de Bilhorod-Dnistrovskyi en el Óblast de Odesa de Ucrania. Según el censo de 2001, tiene una población de 106 habitantes.